# Norcineria

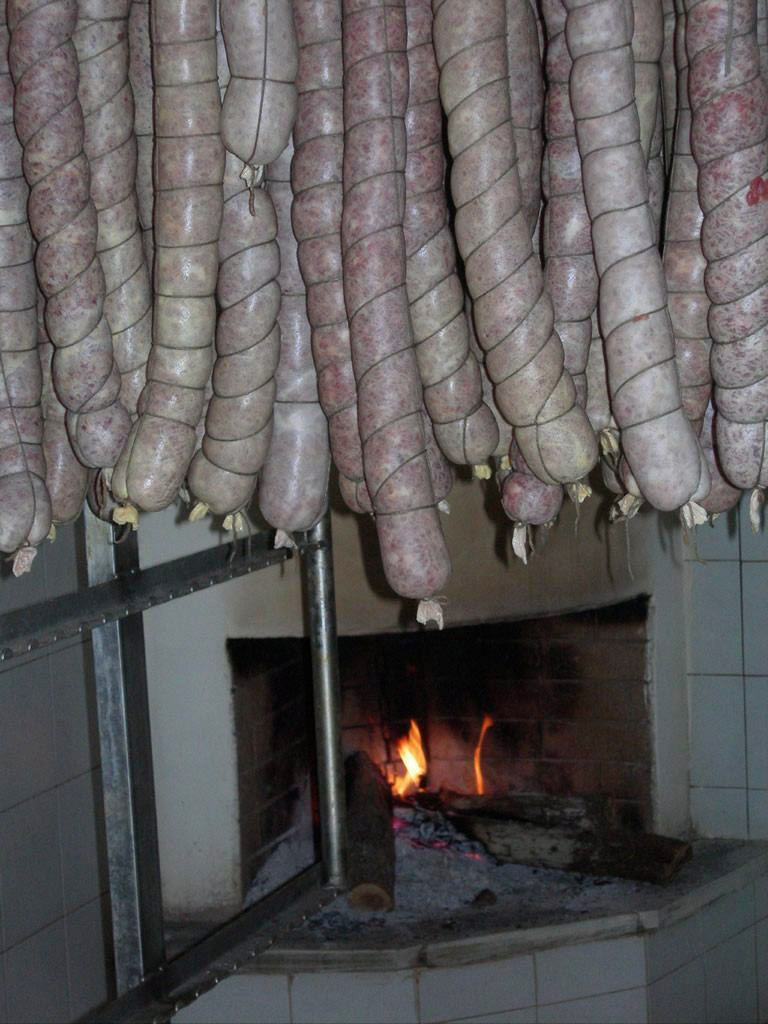
Affinage de la corallina de Norcia.

La norcineria est le nom en langue italienne donné à un local destiné exclusivement à la transformation et à la vente d'abats et de viande porcine, en Ombrie, en Toscane et à Rome. Dans le reste de l'Italie s'utilise le terme plus spécifique de salumeria (« salaisonnerie » en français) et/ou de macelleria (« boucherie », « abattoir »).
Le mot norcineria peut aussi indiquer le savoir-faire de la transformation des viandes et abats porcins par le norcino.
En 1988, la marque d'indication géographique prosciutto di Norcia se voit préservée par le label de la Communauté européenne IGP.
Dans l'histoire de la médecine, le nom de norcini (ou de preciani : de Preci, bourg proche de Norcia) a souvent été associé à de nombreux et fameux chirurgiens originaires de Norcia, du XVe au XVIIIe siècle.